# Турдаковское сельское поселение
Турдаковское се́льское поселе́ние — упразднённое муниципальное образование в Ардатовском районе Мордовии Российской Федерации.
Административный центр — село Турдаково.

## История
Статус и границы сельского поселения установлены Законом Республики Мордовия от 28 декабря 2004 года № 115-З «Об установлении границ муниципальных образований Ардатовского муниципального района, Ардатовского муниципального района и наделении их статусом сельского поселения, городского поселения и муниципального района».
Упразднено в 2019 году с включением населённых пунктов в Редкодубское сельское поселение.

## Население
| 2002 | 2010 | 2012 | 2013 | 2014 | 2015 | 2016 |
| ---- | ---- | ---- | ---- | ---- | ---- | ---- |
| 474  | ↘467 | ↘444 | ↘434 | ↘423 | ↘406 | ↘396 |
| 2017 | 2018 | 2019 |      |      |      |      |
| ↘390 | →390 | ↘388 |      |      |      |      |

## Состав сельского поселения
| № | Населённый пункт | Тип населённого пункта | Население |
| - | ---------------- | ---------------------- | --------- |
| 1 | Смольково        | село                   | ↘149      |
| 2 | Турдаково        | село                   | ↗318      |